# 平原镇 (盈江县)
平原镇，是中华人民共和国云南省德宏傣族景颇族自治州盈江县下辖的一个乡镇级行政单位。

## 名称
平原镇傣族原称“棒龙”，意为“大坝子”。
1926年，盏达第十九任土司刀思必治之子思鸿升根据地形改名为“平原”。

## 行政区划
平原镇下辖以下地区：
新建社区、永胜社区、盈东社区、盈湖社区、允燕社区、盈垦社区、门町村、勐盏村、胜隆村、新莲村、兴和村、拱腊村、高里村、陇中村、芒璋村、拉勐村、富联村和丙辉村。